# Szczytko
Szczytko (forma żeńska: Szczytko/Szczytkowa/Szczytkówna, liczba mnoga: Państwo Szczytkowie) – nazwisko odapelatywne, wywodzące się od staropolskiego słowa "szczyt" oznaczającego tarczę, puklerz, górną część budowli, wierzchołek bądź zaszczyt. 

## Liczba osób o nazwisku Szczytko
Obecnie najwięcej osób z tym nazwiskiem mieszka w województwie podlaskim. W całej Polsce zameldowanych jest 230 osób o tym nazwisku. Zamieszkują oni w 16 różnych powiatach i miastach. Najwięcej zameldowanych mieszka w Augustowie, a dokładnie 78. Według danych Instytutu Pamięci Narodowej, w lipcu 1945 roku ofiarami obławy augustowskiej zostali: żołnierz Armii Krajowej, Kazimierz Szczytko (ur. 1900, pochodzący z Wolnego), a także Eugeniusz Szczytko (ur. 1925, pochodzący z Jasionowa, gmina Sztabin) i Czesław Szczytko (ur. 1927, pochodzący z Jasionowa, gmina Sztabin).
Dalsze powiaty/miasta ze szczególnie dużą liczbą osób o tym nazwisku to miasto Białystok (54), Białystok (42), Sokółka (10), miasto Poznań (8), miasto Suwałki (7), Warszawa (6), Limanowa (5), Siemiatycze (5) i Szczecin z liczbą wpisów 4.

## Osoby noszące nazwisko Szczytko
- Andrzej Szczytko (ur. 1955) – aktor teatralny i filmowy, reżyser teatralny i pedagog.
- Jacek Szczytko (ur. 1972) – fizyk, doktor habilitowany nauk fizycznych, pracownik naukowy Uniwersytetu Warszawskiego.
- Voytek Szczytko (ur. 1973) – reżyser kina niezależnego, dziennikarz i scenarzysta.

## Sławne fikcyjne postaci
- Witold Szczytko (Zbigniew Dobrzyński), bohater filmu "Wilcze echa" (1968) reż. Aleksander Ścibor-Rylski,